# NGC 7731
NGC 7731 est une galaxie spirale barrée située dans la constellation des Poissons. Sa vitesse par rapport au fond diffus cosmologique est de 2 521 ± 26 km/s, ce qui correspond à une distance de Hubble de 37,2 ± 2,6 Mpc (∼121 millions d'al). NGC 7731 a été découverte par l'astronome allemand Albert Marth en 1864.
La classe de luminosité de NGC 7731 est I et elle présente une large raie HI. Elle forme une paire physique de galaxies avec sa voisine NGC 7732.
À ce jour, deux mesures non basées sur le décalage vers le rouge (redshift) donnent une distance de 31,300 ± 7,778 Mpc (∼102 millions d'al), ce qui est à l'intérieur des valeurs de la distance de Hubble.